# Internetfænomen
Et internetfænomen (internetmeme, et meme eller mem) er noget oprindeligt ukendt, der spredes på tværs af internettet og opnår stor popularitet og anerkendelse på kort tid. Det er primært forbundet med perioden fra anden halvdel af 1990'erne og fremefter, hvor hjemmecomputere og internettet var blevet en del af hverdagen. Et internetfænomen kan ofte blive kopieret af andre, som laver deres egen version, hvilket bliver en del af fænomenet.
Et internetfænomen kan betragtes som et humoristisk emne, herunder enkle sætninger eller gestus. Det kan tage form af et billede, hyperlink, video, websted, kryptovaluta (memecoins) eller hashtag. Det kan blot være et ord eller en sætning, herunder en bevidst stavefejl. Disse små bevægelser har tendens til at sprede sig fra person til person via sociale netværk, blogs, direkte e-mail eller nyhedskilder. De kan vedrøre forskellige eksisterende internetkulturer eller subkulturer, og de skabes eller spredes ofte på steder såsom 4chan, Reddit, 9GAG og talrige andre i vores tid, eller på Usenet-boards og andre sådanne tidlige internetkommunikationsfaciliteter.
Begrebet meme blev opfundet af Richard Dawkins[kilde mangler] i 1976 som kulturarvens mindste enhed.

## Galleri
| - Et par eksempler - "Doge"-memet - Det Flyvende Spaghettimonster - "Wikipedian Protestor"-striben fra onlinetegneserien xkcd |

## Eksempler på internetfænomener
- All your base are belong to us
- Bielefeldkomplottet
- Chuck Norris Facts
- Cicada 3301
- Crazy Frog
- Doge[1]
- Dab
- Gangnam Style
- Grumpy cat
- Fidget spinner
- Happy Tree Friends
- Harlem Shake
- Hævnporno
- Ice Bucket Challenge
- Important Videos: En playliste, der dukker op på mange videoer på YouTube.
- Keyboard Cat
- Leet
- Lolcat
- NPC (mem)
- Polandball
- Ragecomics
- Rickrolling
- Star Wars Kid
- The Most Interesting Man in the World
- Trollface, bruges når man har lavet sjov med folk eller udført en spøg[2]
- Trololo
- We Are Number One: En sang fra børneserien LazyTown.
- xkcd
- Harambe: En gorilla der blev skudt i Cincinnati Zoo i 2016, og bagefter blev lavet om til et meme. Harambe er så populært et meme, at Cincinatti Zoo blev nødt til at lukke deres Twitter-profil på grund af mobning fra Harambe-tilhængere.
- Mannequin Challenge: Et populært "challenge" der består af at stå så stille som muligt, mens sangen "Black Beatles" af Rae Sremmurd spiller i baggrunden.
- Dat boi: En frø på en ethjulet cykel
- Senpai, notice me: En populær catchphrase taget fra Anime.
- Vladimir Putin: Populær på nettet
- Pepe the frog: En tegneserie-frø, der oprindeligt startede ud som blot værende et meme på nettet, men bagefter blev anklaget for at være brugt som racistisk propaganda.
- Slender Man
- Yee